# Ota I. Korutanský
Ota I. Korutanský zvaný Ota z Wormsu (německy Otto von Worms, 948? — 4. listopadu 1004) byl korutanský vévoda a veronský markrabě, člen Sálské dynastie.

## Život
Ota se narodil roku 948 jako jediný syn Konráda Rudého, lotrinského vévody a Liutgardy Saské, dcery císaře Oty I. Jeho matka zemřela, když mu bylo pět let, ve 21 letech, a Ota žil u dědečkova dvora až do roku 973, kdy císař ve věku 61 let zemřel. Otovi bylo 25 let. Jeho strýc z matčiny strany, Ota II. vstoupil na císařský trůn.
Ota z Wormsu je poprvé dokumentován jako hrabě v Nehegau okolo roku 956, držel také Speyergau a Wormsgau, stejně jako několik dalších hrabství v této oblasti. V roce 978 jej strýc Ota II. jmenoval korutanským vévodou a veronským markrabětem. Jeho liutpoldovským předchůdcem byl Jindřich Mladší , který během Války Tří Jindřichů neúspěšně povstal proti císaři a byl sesazen. V roce 985 však vdova po císaři Otovi II., Theofano, s cílem získat následnictví pro svého nezletilého syna Otu III., vrátila Korutany Liutpoldovcům, a Ota z Wormsu tak vévodství ztratil. Mohl si alespoň ponechat vévodský titul jako "vévoda z Wormsu". Jako kompenzaci obdržel falc v Kaiserslauternu a zmocnil se velkých majetků Wissembourského opatství.
Po smrti vévody Jindřicha II. Bavorského v roce 995, získal Ota zpět nejprve Veronu, zatímco Korutany zdědil Jindřichův syn Jindřich IV. Bavorský. Když císař Ota III. v roce 1002 zemřel, byli Ota z Wormsu a Jindřich IV. Bavorský kandidáty na římský trůn. Ota ustoupil a na oplátku od Jindřicha IV. Bavorského, který se stal králem Jindřichem II. obdržel korutanské vévodství. Přesto byl nucen postoupit své rýnské majetky svému dávnému soupeři biskupovi Burchardovi z Wormsu.
Ota zemřel o dva roky později a korutanským vévodou se stal jeho syn Konrád.